# Signum (добровольчий підрозділ)
SIGNUM — військовий підрозділ ЗСУ, з грудня 2024 року у складі 53 окремої механізованої бригади, з квітня 2022 року у складі 93 окремої механізованої бригади «Холодний Яр» (93 ОМБр, в/ч А1302, пп В2830). Створений командиром «Совою» у лютому 2022 року під час російського вторгнення в Україну.
Підрозділ брав безпосередню участь в обороні Києва — під населеними пунктами Мощун, Ірпінь, Велика Димерка, Лук'янівка.

## Історія
Підрозділ створено відповідно до статті 17 Конституції України та IV Гаазької конвенції як добровольчий загін у лютому 2022 року. Signum формувався на добровольчих засадах без штучної ієрархії, авторитет заслуговується лише шляхом компетентності та ефективності. Підрозділ зберігає та заохочує ініціативність в освоєнні нової зброї, технологій, тактик.
У квітні 2022 року добровольчий загін Signum приєднався до позицій 93 окремої механізованої бригади «Холодний Яр» під Ізюмом. Брав участь у боях за с. Заводи, В.Комишуваху, Мазанівку.
У червні 2022 бійці вперше успішно застосували FPV дрон-камікадзе зафільмувавши це на відео під назвою «Сині Двері».
Підрозділ Signum був одним із першопрохідців у збитті розвідувальних БПЛА РФ і за перші півтора місяця роботи під Бахмутом знищив у такий спосіб 65 російських розвідбезпілотників.
Підрозділ пройшов тяжкі бої за Соледар та Бахмут, не втративши своїх позицій.
Signum використовує новітні технології для ураження ворога, зокрема операторам FPV-дронів вдається в повітрі збивати російські дрони-камікадзе «Ланцет» та вогнеметну систему «Солнцепек».
З літа 2024 року освоїли FPV ППО, та за перших півтора місяця знищили понад 70 повітряних цілей.
З грудня 2024 року підрозділ розширюється в складі 53 ОМБР ім. князя Мономаха під командуванням їхнього новопризначеного комбрига Олександра Сака. Сак підтримував зародження Signum як підрозділу ще в 93-ій бригаді, коли був там комбатом.

## Діяльність
Підрозділ Signum першими випробував застосування FPV безпілотників-камікадзе проти противника.
В рамках штурмових дій воїни із добровольчого підрозділу SIGNUM спалили ворожий танк із гранатомета AT-4.
Пілоти підрозділу Signum знищили російську реактивну бомбометну установку «Смерч-2» на бахмутському напрямку.
Signum сприяє підготовці цивільного населення для потреб оборони. З 2022 року діє школа FPV «Сині двері». Навчання проводяться на базі одного зі стрілецьких комплексів міста Києва та у Житомирській, Дніпропетровській, Донецькій областях.